# Club Alianza Lima (vóley)
Alianza Lima Vóley es la sección deportiva de voleibol del Club Alianza Lima, y compite activamente en la Liga Nacional Superior de Voleibol del Perú. Tiene 5 títulos nacionales en su palmarés, y su mejor participación a nivel internacional fueron los 2 subcampeonatos del Campeonato Sudamericano de Clubes de Voleibol Femenino de 1994 y 2025 además de obtener el tercer puesto en las ediciones de 1992 y 1993.
Desde su afiliación en 1990, el equipo participa de manera anual en la Primera División de Voleibol del Perú, englobando todas sus categorías, desde el primer equipo hasta las divisiones juveniles.
Es el actual club subcampeón sudamericano de vóley, además, el primer club peruano en clasificar al Campeonato Mundial Femenino de Clubes de la FIVB del año 2025.

## Historia

### Fundación
Alianza Lima Vóley se fundó el 15 de noviembre de 1990. Incursionó en el voleibol peruano luego de fusionarse con el Club Santa Teresita de la División Superior y logró su primer título oficial.

### Era DISUNVOL (1965-2001)
También conocida como División Superior Nacional de Vóley del Perú, antecesora de la Liga Nacional Superior de Voleibol del Perú, el equipo aliancista debutaba en este torneo en el año de 1991 y posteriormente consagrándose campeón nacional y levantando el primer título en su historia.

#### Debut y campeón invicto 1991
Alianza Lima disputó la División Mayor con grandes jugadoras entre las que destacan: Raquel “La Chunga” Chumpitaz, Rosa García, Gina Torrealba; las cuales son subcampeonas mundiales en mayores y juveniles, así como Janet Vasconzuelos y Jessica Tejada. En la final Alianza Lima se tituló campeón nacional de voleibol al derrotar por 3 – 0 a Regatas Lima con parciales 15 – 10, 15 – 6 y 16 - 14 y por mérito participó en el torneo de clubes campeones sudamericanos que se disputó en Riberao Preto - Sao Paulo en Brasil.

#### Bicampeón invicto 1992
En 1992, el "Equipo del Pueblo" tuvo entre sus filas a Natalia Málaga que fue la mejor del torneo y una de las más experimentadas de la historia del voleibol peruano. El club se llevó el campeonato apertura de la Liga Superior de Vóley de manera invicta tras vencer a Power 3-2. Alianza salió al campo con: Natalia Málaga, Andrea Musso, Sara Joya, Diana Uriol, Jessica Tejada, Noelia Campos. Alternó Sofía Salas. Dt: Carlos Aparicio. En la final del Nacional se enfrentó a Latino Amisa y la derrotó por 3-2 ganando el segundo Campeonato Interclubes de Vóley, logrando el bicampeonato. Además, tendría el derecho de ser el primer representante peruano al campeonato sudamericano de clubes campeones que se realizaría en Lima.

#### Tricampeón invicto 1993
En esta temporada se suma la destacada voleibolista Gabriela Pérez del Solar que había anunciado su retiro de las canchas peruanas y, que mejor, que hacerlo defendiendo los colores del club de sus amores logrando el tricampeonato. En este año, las jugadoras del equipo blanquiazul lograron en un vibrante encuentro ganarle a Cristal - Bancoper por un marcador de 3 - 1 en la gran final de la División Superior Nacional de Voleibol 1993.

#### Subcampeón Sudamericano 1994
En los años anteriores Alianza logró ocupar el tercer puesto del sudamericano de clubes del 91 y 92. En el Campeonato Sudamericano de Clubes de Voleibol Femenino realizado en Medellín (Colombia) en 1994, la delegación aliancista tuvo como entrenador Carlos Aparicio, y las jugadoras: Natalia Málaga, Diana Uriol, Sara Joya, Janett Vasconzuelos, Sofía Salas, Lita Rodríguez, Sandra Lima y Elohisa Roese (Brasileras).
El equipo íntimo logró el Subcampeonato en la final frente al equipo “Caja Recreativa” de Brasil que resultó campeón y representante de Sudamérica al Torneo Mundial de Clubes Campeones. Un hecho curioso fue que el club íntimo dejó al entonces Subcampeón mundial inter clubes (Colgate de Brasil), relegado al tercer lugar.
Esta fueron las posiciones finales del Sudamericano de Clubes Campeones:
1. Caja Recreativa (Brasil)
2. Alianza Lima (Perú)
3. Colgate Sao Caetano (Brasil)
4. Cristal-Bancoper (Perú)
5. Indias Guerreras (Venezuela)
6. Orgullo Paisa (Colombia)

### Era LNSV (2002-2024)
Logra 3 veces el subcampeonato de la Liga Nacional Superior de Voleibol del Perú, en la temporada 2020-21,2021-22, 2022-23, consiguiendo 3 medallas de plata.

#### Campeón Nacional 2023-2024
En la temporada 2023-2024, Alianza Lima logró el campeonato nacional venciendo a la Universidad San Martín de Porresen el tercer partido de la final de la liga.
En la serie final del campeonato, las íntimas cayeron en el partido de ida por 2-3; en el partido de vuelta ganaron con un contundente 3-0 logrando forzar un tercer encuentro donde finalmente las blanquiazules ganaron el partido definitorio con un resultado de 3-1 obteniendo así su cuarto título nacional.

### Era LPV (2025-actualidad)

#### Subcampeón Sudamericano 2025
Después de ganar el título de la LNSV 2023-24, el club blanquiazul participó en el Campeonato Sudamericano de Clubes de Voleibol Femenino 2025, disputado en Brasil. Avanzó a la fase final como líder de su grupo tras ganar sus tres partidos, incluido un triunfo por 3-1 sobre Dentil Praia Clube, el favorito del torneo.
En semifinales, venció por 3-0 a Estudiantes de la Plata de Argentina, asegurando su clasificación a la final y obteniendo uno de los dos cupos para el Campeonato Mundial Femenino de Clubes de la FIVB de 2025. En el partido decisivo, se enfrentó nuevamente a Dentil Praia, pero esta vez cayó por 3-0, obteniendo así el subcampeonato.
Esta fueron las posiciones finales del Campeonato Sudamericano de Clubes:
1. Dentil Praia Clube (Brasil)
2. Alianza Lima (Perú)
3. Gerdau Minas (Brasil)
4. Estudiantes de La Plata (Argentina)
5. Atlético Barbato (Uruguay)
6. Deportivo Murano (Chile)
7. San Martín (Bolivia)

## Datos del equipo
En torneos nacionales
- Temporadas en  Primera División: 35 (1991 a actualidad)
  - Mejor puesto en la liga:  Campeón (1991, 1992, 1993, 2023-24, 2024-25)
  - Otro resultado:  Subcampeón (2020-21, 2021-22, 2022-23)

En torneos internacionales
- Participaciones en  Mundial de Clubes: 1 (2025)
  - Por disputar la edición del 2025
- Participaciones en  Campeonato Sudamericano: 4 (1991-2025)
  - Mejor participación:  Subcampeón (1994, 2025)
  - Otro resultado:  3.° (1991, 1992)

## Cronología
| Cronología del Club Alianza Lima Vóley | Cronología del Club Alianza Lima Vóley |
| --- | -------------------------------------- |
| - 1990: Fundación del Club Alianza Lima Vóley el 15 de noviembre de 1990. - 1991: Campeón de la División Superior Nacional de Vóley del Perú. 3º del Campeonato Sudamericano de Clubes de Voleibol Femenino. - 1992: Campeón de la División Superior Nacional de Vóley del Perú. 3º del Campeonato Sudamericano de Clubes Campeones. - 1993: Campeón de la División Superior Nacional de Vóley del Perú. - 1994: Subcampeón del Campeonato Sudamericano de Clubes Campeones. - 2005: 6º de la Liga Nacional de Voleibol Femenino 2004-05. - 2007: 4º de la Liga Nacional de Voleibol Femenino 2006-07. - 2008: 9º de la Liga Nacional de Voleibol Femenino 2007-08. - 2009: 4º de la Liga Nacional de Voleibol Femenino 2008-09. - 2010: 9º de la Liga Nacional de Voleibol Femenino 2009-10. - 2011: 9º de la Liga Nacional de Voleibol Femenino 2010-11. - 2012: 4º de la Liga Nacional de Voleibol Femenino 2011-12. - 2013: 4º de la Liga Nacional de Voleibol Femenino 2012-13. - 2014: 5º de la Liga Nacional de Voleibol Femenino 2013-14. - 2015: 5º de la Liga Nacional de Voleibol Femenino 2014-15. - 2016: 7º de la Liga Nacional de Voleibol Femenino 2015-16. - 2017: 4º de la Liga Nacional de Voleibol Femenino 2016-17. - 2018: 4º de la Liga Nacional de Voleibol Femenino 2017-18. - 2019: 6º de la Liga Nacional de Voleibol Femenino 2018-19. - 2020: Subcampeón de la Copa Nacional de Voley. - 2021: Subcampeón de la Liga Nacional Superior de Voleibol Femenino 2020-21. - 2022: Subcampeón de la Liga Nacional Superior de Voleibol Femenino 2021-22. - 2023: Subcampeón de la Liga Nacional Superior de Voleibol Femenino 2022-23. - 2024: Campeón de la Liga Nacional Superior de Voleibol Femenino 2023-24. - 2025: Subcampeón del Campeonato Sudamericano de Clubes de Voleibol Femenino 2025. Clasificación al Campeonato Mundial Femenino de Clubes de la FIVB de 2025. Campeón de la Liga Peruana de Vóley Femenino 2024-25. |                                        |

## Rivalidades

### Rivalidad con Regatas Lima
Alianza Lima y Regatas Lima son dos de los clubes más antiguos que participan en la Liga Nacional Superior de Voleibol Femenino, antes llamada División Superior Nacional de Vóley. Estos dos clubes se han enfrentado desde 1991, año en que Alianza Lima hizo su debut en el campeonato. A lo largo de los años, ambos equipos han definido campeonatos en diversas oportunidades, la primera de ellas fue en 1991, cuando Alianza Lima se coronó campeón nacional, y en la temporada 2024-25 Alianza Lima le ganó la final y se coronó bicampeón. Regatas Lima por su parte logró los títulos de las temporadas 2020-21, 2021-22, 2022-23 frente a Alianza Lima.

### Rivalidad con Universidad San Martín de Porres
Alianza Lima y Universidad San Martín de Porres son actualmente dos de los clubes con más títulos y se han enfrentado desde el año 2011 cuando la USMP inició su participación en la liga. En aquella temporada 2011-12 la USMP le ganó las semifinales a Alianza Lima para acceder a la primera final de su historia.
La rivalidad entre ambos creció el año 2024 cuando Alianza Lima derrotó en las finales a la USMP para alzarse como el campeón nacional de la temporada 2023-24.

### Rivalidad con Universitario de Deportes
Alianza Lima y Universitario de Deportes son los dos clubes con mayor hinchada en el país y la rivalidad en el vóley nació debido a su histórica rivalidad futbolística. A pesar de que ambos equipos se han enfrentado en pocas ocasiones en la Liga Nacional Superior de Voleibol Femenino, los partidos entre ambos clubes generan gran expectativa en la afición.

## Jugadoras históricas
| Jugadoras                | Temporadas | Jugadoras          | Temporadas |
| ------------------------ | ---------- | ------------------ | ---------- |
| Noelia Campos            | 1991-1993  | Lita Rodríguez     | 1991-1993  |
| Leyla Chihuán            | 1995-1996  | Elohisa Roese      | 1993-1994  |
| Raquel Chumpitaz         | 1991-1993  | Sofía Salas        | 1991-1993  |
| Denisse Fajardo          | 1992-1993  | Patricia Soto      | 1996-1999  |
| Rosa García              | 1991-1992  | Jessica Tejada     | 1992-1993  |
| Sara Joya                | 1992-1994  | Gina Torrealba     | 1991-1992  |
| Sandra Lima              | 1993-1994  | Mirtha Uribe       | 2012-2015  |
| Natalia Málaga           | 1991-1994  | Diana Uriol        | 1991-1993  |
| Andrea Musso             | 1991-1993  | Janet Vasconzuelos | 1991-1993  |
| Gabriela Pérez del Solar | 1991-1992  | Yulissa Zamudio    | 1995-1996  |
| Maëva Orlé               | 2023-act.  | Esmeralda Sánchez  | 2013-act.  |
| Marina Scherer           | 2021-act.  | Ysabella Sánchez   | 2020-act.  |

## Palmarés

### Selecciones mayores

#### Voleibol femenino
Torneos nacionales 
| Competición nacional                              |                                        |                               |   |
| ------------------------------------------------- | -------------------------------------- | ----------------------------- | - |
| Liga Nacional Superior de Voleibol Femenino (5/3) | 5 (1991, 1992, 1993, 2023-24, 2024-25) | 3 (2020-21, 2021-22, 2022-23) | - |
| Copa Nacional de Voley (0/1)                      | -                                      | 1 (2020)                      | - |

 Torneos internacionales 
| Competición internacional                         |   |                 |                |
| ------------------------------------------------- | - | --------------- | -------------- |
| Campeonato Sudamericano de Clubes Campeones (0/2) | - | 2 (1994 , 2025) | 2 (1991, 1992) |

#### Voleibol masculino
Torneos internacionales 
- Copa Club Internacional Arequipa (1): 2011[13]

### Selecciones juveniles
Torneos de Divisiones de Menores
- Liga Nacional Superior de Voleibol Juvenil (2): 2012, 2019[14][15]
  - Subcampeón: 2011, 2014[16][17]
  - 3º Lugar: 2013, 2018[18]

- Liga Nacional Superior de Voleibol Sub-18 (1): 2015[19]

- Liga Nacional Superior de Voleibol Sub-13:
  - 3º Lugar: 2022

- Liga de Surco Sub-19 (1): 2024

- Liga de Surco Sub-18 (1): 2019[20]

- Liga de Surco Sub-16:
  - Subcampeón: 2022

- Liga de Surco Sub-15 (1): 2023[21]

- Liga de Surco Sub-13:
  - Subcampeón: 2019[22]

Torneo Amistoso:
- Copa Red Alta Sub-14 (1): 2022
- Copa Audax Apertura Sub-12 (1): 2022
- Copa Red Alta Sub-11 (1): 2022

Torneo Amistoso Internacional:
- 5to. Campeonato Confraternidad Internacional Sub-12 (1): 2022